# Melem-Ana
Melem-Ana (o Melem-ana) va ser un rei de Sumer, de la primera dinastia d'Uruk, l'onzè de la llista de reis sumeris per a aquesta dinastia, a la meitat del tercer mil·lenni aC.
Va ser el successor de Mesh-He. La llista li assigna un regnat de 6 anys. El va succeir Lugal-Kitun.